# Pailelang
Pailelang is een bestuurslaag in het regentschap Alor van de provincie Oost-Nusa Tenggara, Indonesië. Pailelang telt 1130 inwoners (volkstelling 2010).